# Julie Salis-Schwabe

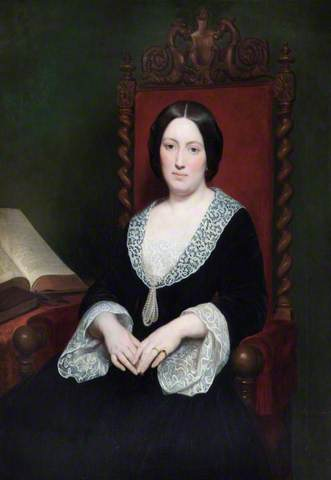
Julie Salis-Schwabe

Julie Salis-Schwabe, geborene  Ricke Rosetta Schwabe, (* 31. Januar 1818 in Bremen; † 20. Mai 1896 in Neapel) war eine deutsche Philanthropin jüdischer Abstammung, die sich insbesondere für die Verbreitung der von Friedrich Fröbel inspirierten Fröbelpädagogik in Italien und England einsetzte.

## Leben und Wirken
Ricke Rosetta (die sich später Julie nannte) Schwabe wurde in eine wohlhabende jüdische Kaufmannsfamilie hineingeboren. 1821 übersiedelten die Schwabes nach Hamburg. Ricke Rosetta erhielt Privatunterricht. Im Alter von ca. 16 Jahren ging sie für zwei Jahre nach Leipzig, wo sie im Hause einer befreundeten Familie vielseitigen Privatunterricht genoss. 1837 heiratete sie ihren Cousin Salis Schwabe aus Oldenburg stammend, der in der Nähe von Manchester eine große Fabrik besaß, die Kattun bedruckte. Aus der als glücklich geltenden Ehe gingen sieben Kinder hervor, drei Töchter und vier Söhne. Julie und Salis Schwabe waren überzeugte Unitarier, Anhänger der „Manchester School of Free Traders“ und engagierten sich im sozialen Bereich für Kinder, Kranke und alte Menschen. Sie förderten die schönen Künste. In dem gastfreien und hochgebildeten Hause der Familie Schwabe, ob im Wohnsitz bei Manchester oder später in ihrem Landsitz Glyn Garth auf der Insel Anglesey in nördlichen Wales, verkehrten Musiker, Politiker, Künstler, Pädagogen und Philosophen,  u. a. Frédéric Chopin,Christian Carl Josias Freiherr von Bunsen, und Ferdinand Gregorovius.
Friedrich Fröbel, den „Begründer“ des Kindergartens, lernte Julie Salis-Schwabe im Hause ihrer Cousine, der Fröbelpädagogin Johanna Goldschmidt (geborene Schwabe) in Hamburg kennen. Diese war dem Pädagogen 1849 in Bad Liebenstein begegnet. Am 6. März 1850 eröffnete Friedrich Fröbel den „… ersten Hamburger, wie überhaupt den ersten Deutschen Bürger-Kindergarten, …“. Ein Jahr später vermittelte Goldschmidt Fröbel einen Aufenthalt in Hamburg, um dort junge Mädchen zu Kindergärtnerinnen auszubilden.
Julie verstärkte nach dem Tod ihres Mannes Salis Schwabe im Juli 1853 ihr soziales Engagement entsprechend ihrer Lebenseinstellung „Reichtum verpflichtet“. Dabei galt ihr philanthropisches Wirken der Bildung und Erziehung von Kindern und Jugendlichen, ebenso den Kranken und „Irren“, allgemein allen in Not geratenen Menschen. 1865 übersiedelte sie nach London. Vor allem die erbärmlichen sozialen Verhältnisse in Neapel, die Julie Salis Schwabe durch viele Italienreisen kennen gelernt hatte, versuchte sie zu lindern, nicht durch Almosen, sondern durch die Errichtung von Erziehungs- und Bildungseinrichtungen, da sie der Ansicht war, „dass Bildung für die Massen das sicherste Mittel ist, um ein Land, eine Gesellschaft zu verbessern“. Darum wollte sie eine Erziehungs- und Bildungseinrichtung ins Leben rufen. Die „edle Frau“ schrieb an ihre „Sponsoren“ in Deutschland, England und Frankreich:
„Indem auf diese Weise die menschenfreundlichen, aufgeklärten und ernsten Denker der verschiedenen Nationen sich vereinen, einen Zustand der tiefsten menschlichen Versunkenheit zu verbessern, wage ich zu hoffen, daß das Institut in Neapel auch die erste Grundlage eines Bündnisses edler Menschen werde, die ohne Unterschied der Nationalität und des Glaubens sich vereinigen, jenen unheilvollen Mächten entgegenzuwirken, die statt des Reiches Gottes und alles Guten und Wahren auf Erden nur ihre eigene Macht und Herrschaft durch Unwissenheit der Massen zu begründen suchen.“
In London gab die bekannte Opernsängerin Jenny Lind ein Benefizkonzert, das 1000 Pfund Sterling einbrachte. Daraufhin konnte Julie Salis-Schwabe 1871 in Neapel das Istituto Froebeliano gründen, das zuerst von einer Engländerin geleitet wurde. Einen Teil der Lehrkräfte/Kindergärtnerinnen italienischer, deutscher und englischer Nationalität schickte sie zur Ausbildung nach Hamburg zu Emilie Wüstenfeld und Johanna Goldschmidt. Bereits zwei Jahre später musste das Institut infolge einer Cholera-Epidemie geschlossen werden. Nach zehnjährigem Kampf gelang es ihr endlich mit Hilfe der italienischen Regierung, das Istituto Froebeliano wieder aufzubauen. Die Anstalt umfasste einen Kindergarten mit drei Kindergartenklassen, eine Elementarschule, mit Vermittlungsklassen, welche die Kinder vom Kindergarten in die Schule überleitete, eine Volksschule, eine "Präparandie" für Knaben, worin diese bis zur Quarta des Gymnasiums vorbereitet wurden sowie eine höhere Mädchenschule, der sich Ausbildungsklassen für Kindergärtnerinnen anschlossen. In allen Einrichtungen wurde nach Friedrich Fröbels Einheitsidee gearbeitet. Durch königlichen Erlass erhielt die neapolitanische allumfassende Erziehungs- und Bildungsinstitution 1887 den ehrenvollen Titel Istituto Fröbeliano Internazionale Emanuele II verliehen. Das Institut wurde viele Jahre von der Fröbelpädagogin Adele von Portugall geleitet.
Der Erfolg in Neapel spornte Julie Salis-Schwabe dazu an, mit einer Gruppe gleichgesinnter Menschen 1892 auch in Großbritannien eine Froebel-Society zur Förderung des Kindergarten-Systems ins Leben zu rufen. Diese konnte 1896 in Colet Gardens, im Londoner Stadtteil Kensington, ein „Muster-Erziehungsinstitut im Geiste Friedrich Fröbels und William Ellis“, ein nicht-konfessionell gebundenes Lehrerseminar, feierlich eröffnen. Eingeweiht wurde das Fröbel-Educational-Institute von Kaiserin Friedrich. Die Einrichtung sollte die Entwicklung des Kindergartens mit Berücksichtigung der Fröbelpädagogik in England unterstützen, verbreiten und fördern. Das einstige Fröbel-Lehrerseminar existiert noch heute als Ibstock Place School, die inzwischen in Roehampton angesiedelt ist und sich nach wie vor den Fröbelschen Grundideen verpflichtet fühlt.